# Зджихув
Зджихув (пол. Zdrzychów) — село в Польщі, у гміні Далікув Поддембицького повіту Лодзинського воєводства.
Населення — 103 особи (2011).
У 1975-1998 роках село належало до Серадзького воєводства.

## Демографія
Демографічна структура станом на 31 березня 2011 року:
|          | Загалом | Допрацездатний вік | Працездатний вік | Постпрацездатний вік |
| -------- | ------- | ------------------ | ---------------- | -------------------- |
| Чоловіки | 55      | 5                  | 44               | 6                    |
| Жінки    | 48      | 3                  | 31               | 14                   |
| Разом    | 103     | 8                  | 75               | 20                   |